# 修安陵
修安陵是中国南北朝时齐景帝萧道生的陵墓。
萧道生是齐明帝萧鸾的父亲，萧鸾即位後，追尊父亲为景帝，墓为修安陵。修安陵位于江苏省丹阳市胡桥镇的仙塘湾（又称鹤仙塘）以东约一公里处，仙泉路北面的一个小树林里，现存有石麒麟、天禄各一。1965年，经过考古工作者发掘，依山为穴，陵墓地下建筑比较奢华，随葬品多次被盗掘。

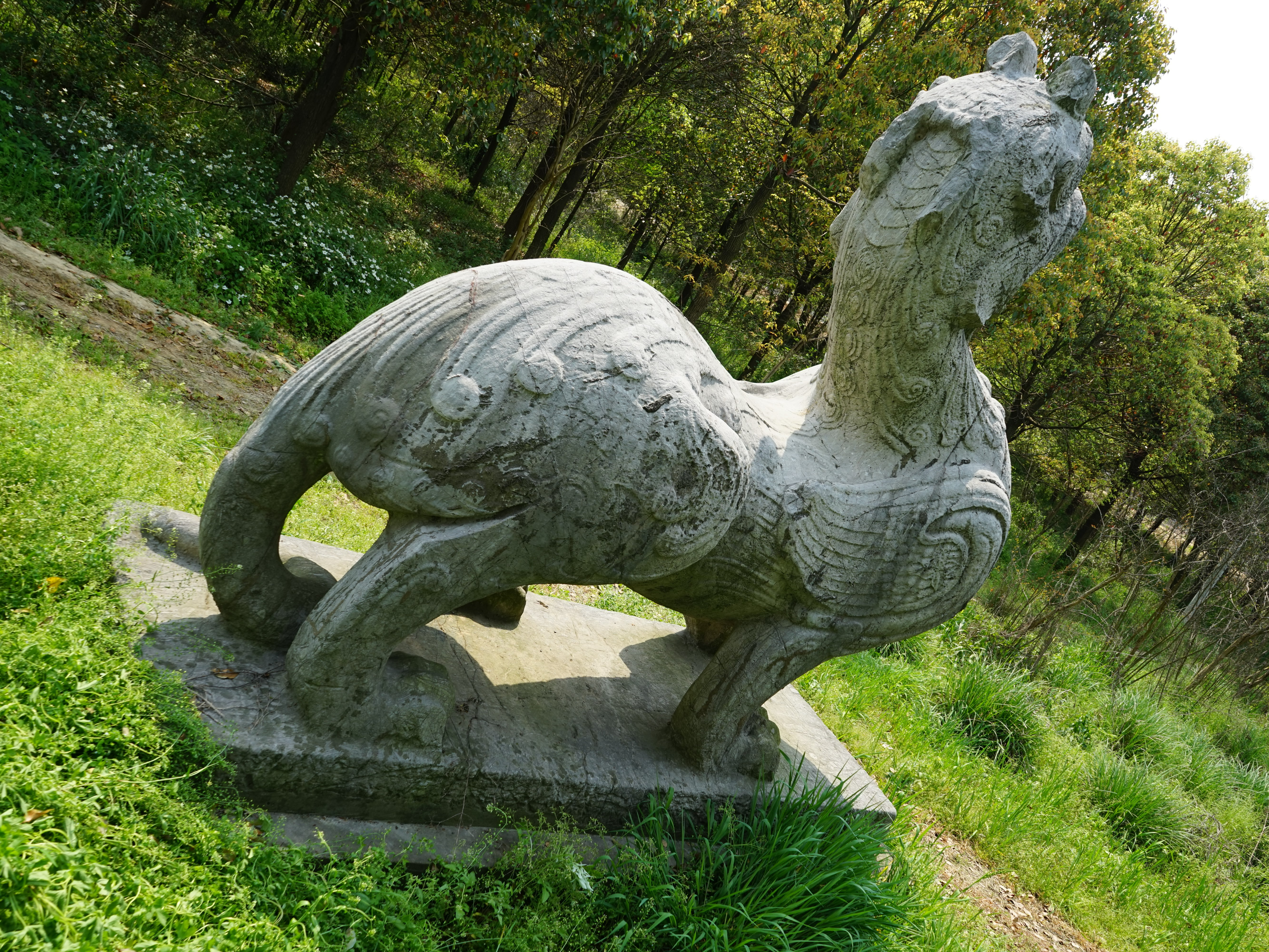
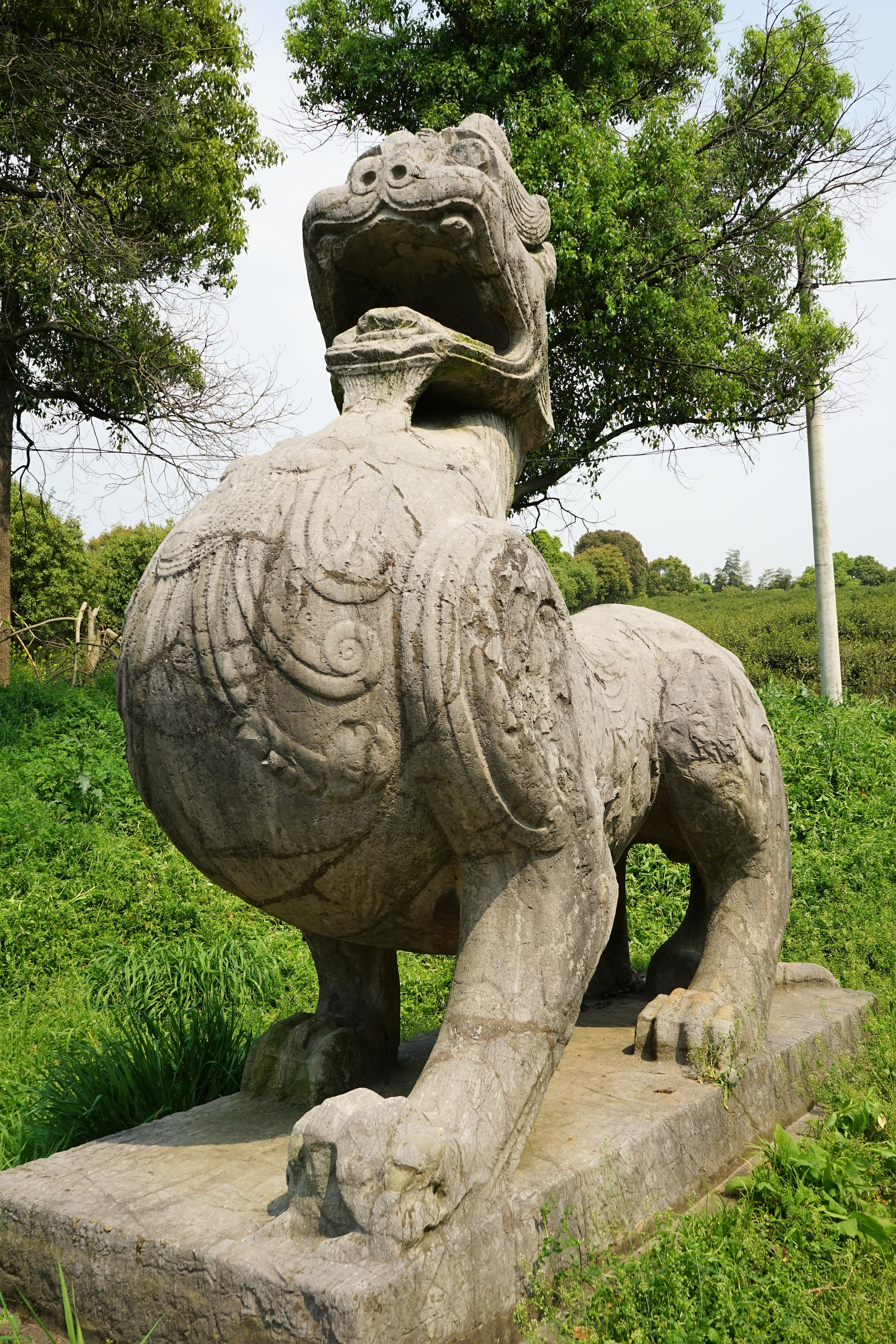
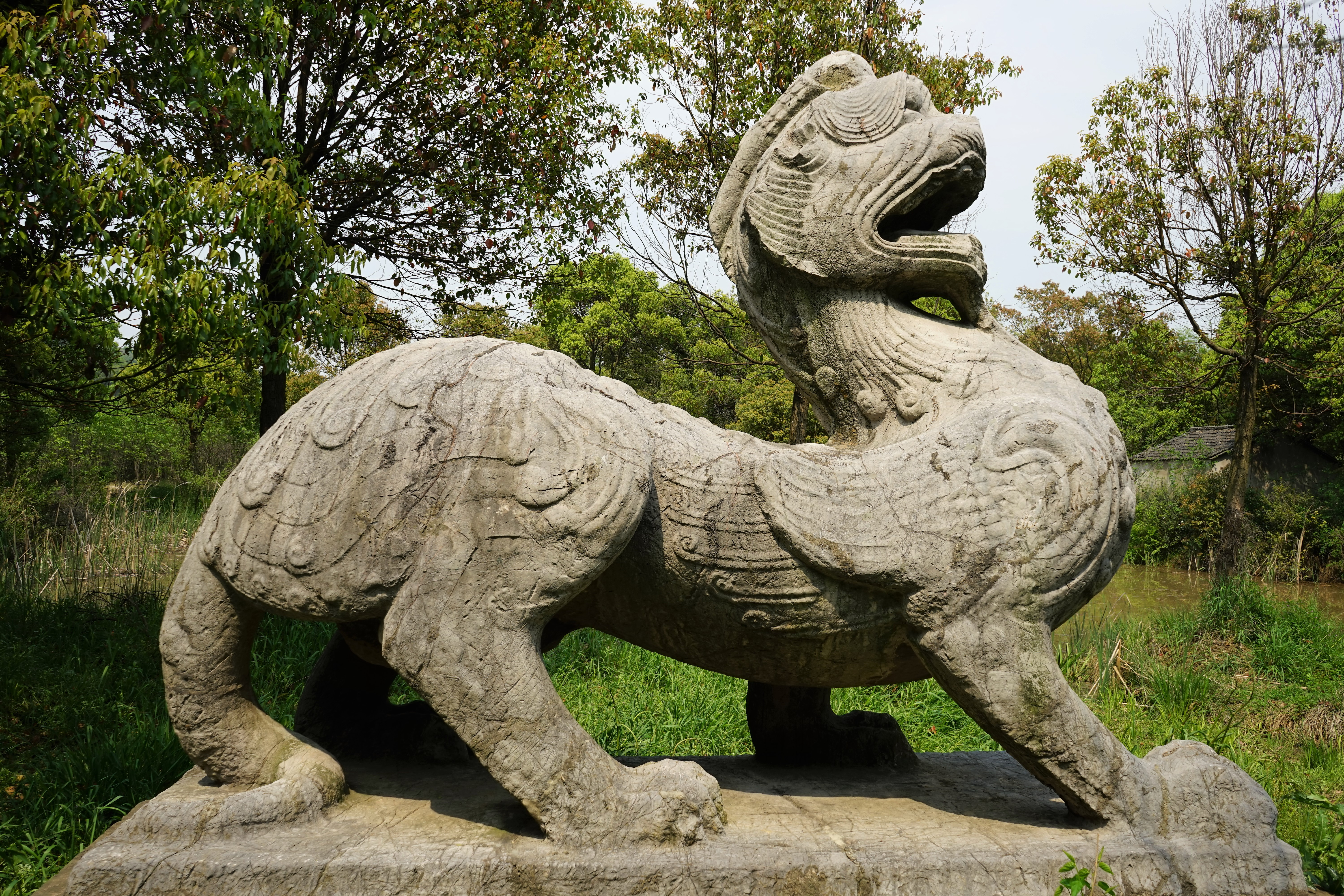
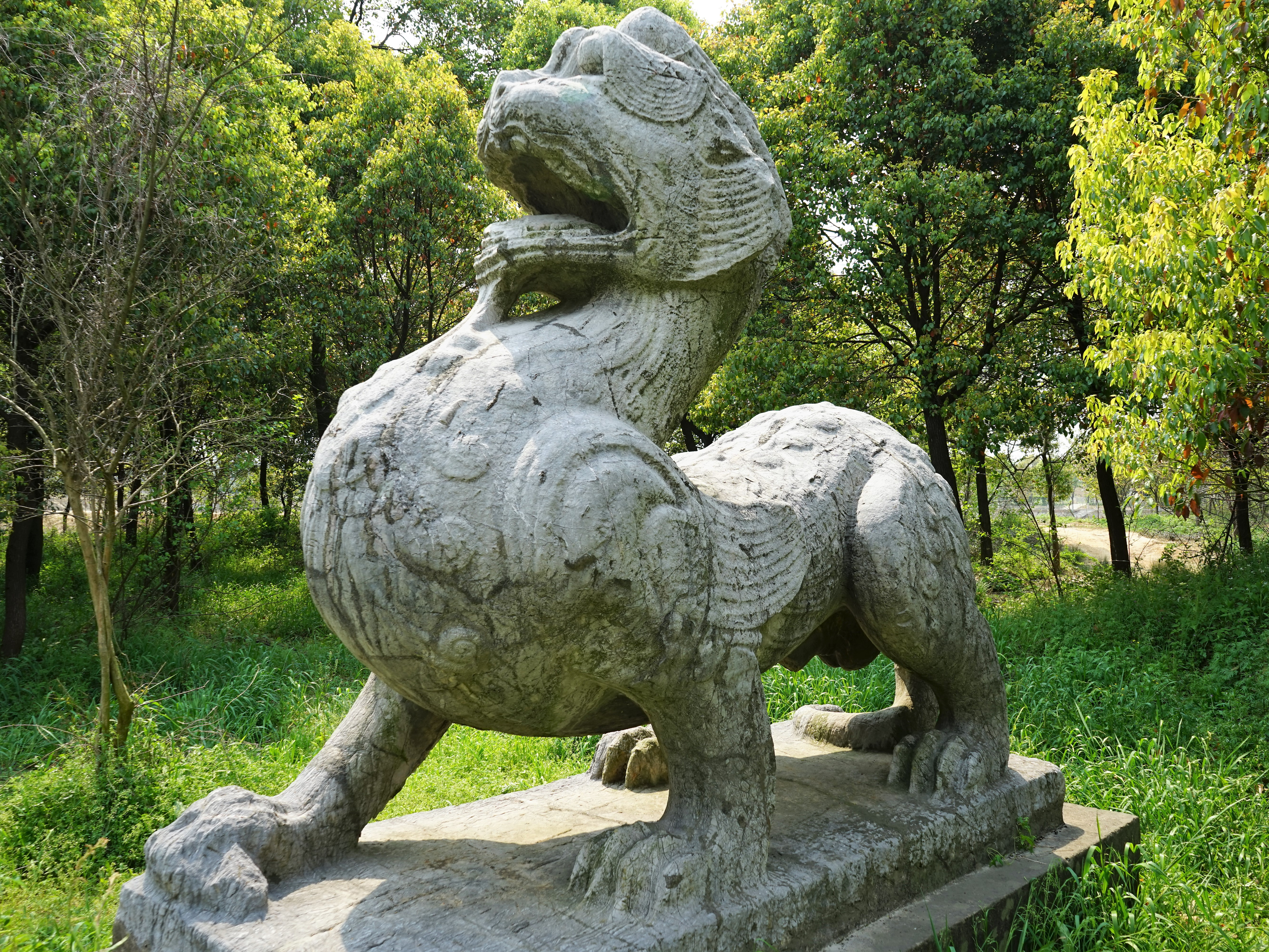
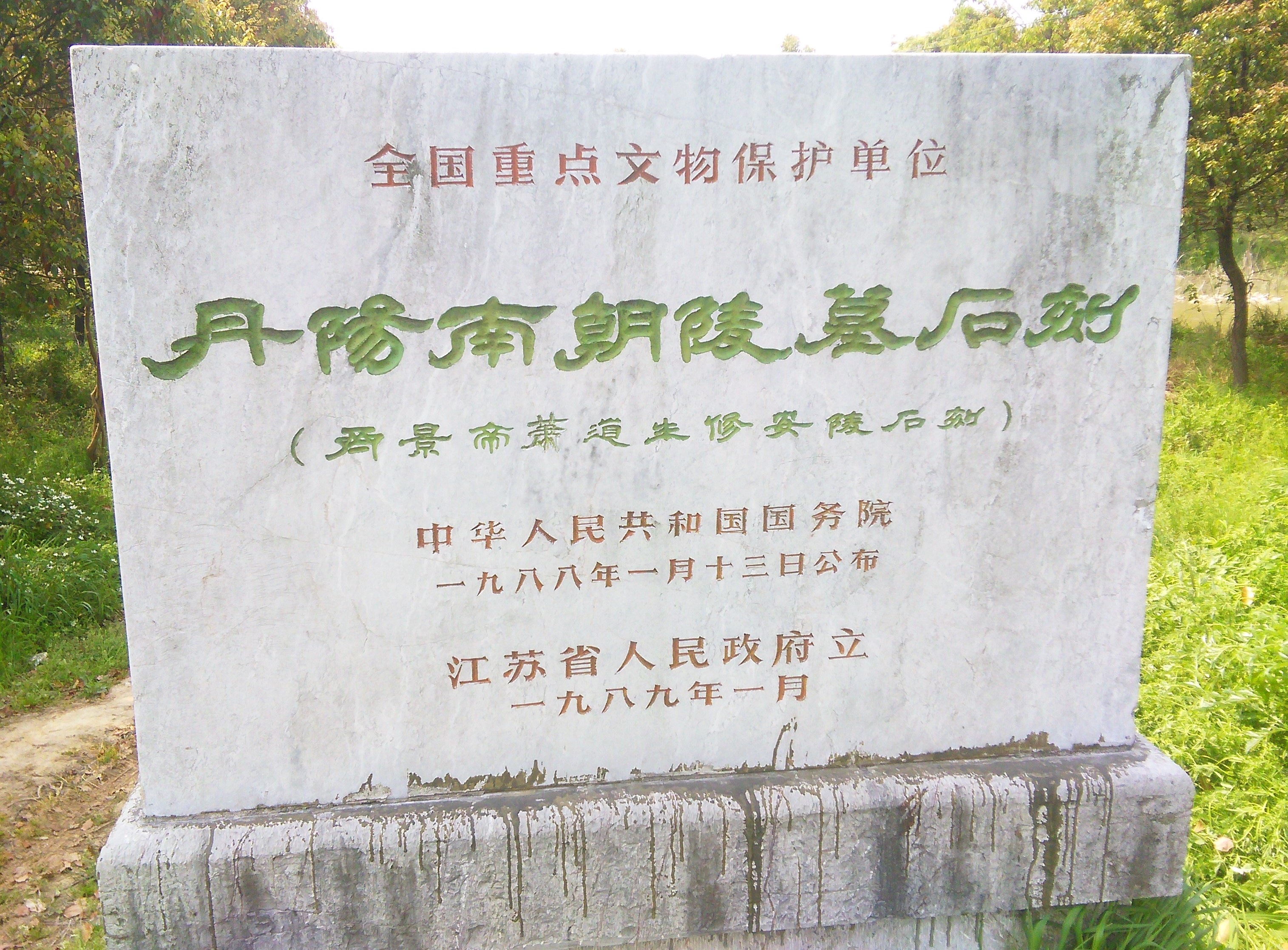